# Bristol 404 et 405
Les Bristol 404 et 405 sont deux modèles automobiles des années 1950 du constructeur anglais Bristol Cars. Manufacture de moteurs d’avion fondée en 1910, Bristol décide au lendemain de la Seconde Guerre mondiale d’entamer une diversification de ses activités. La division automobile Bristol Cars ainsi créée construit des voitures sportives, généralement associées à une mécanique BMW, imprégnées du savoir-faire aéronautique acquis par la manufacture.
La Bristol 404 est la quatrième génération d’une série de modèles débutée en 1947 avec la Bristol 400. Coupé fastback conçu sur le châssis raccourci des 403, la 404 est la première Bristol à s’émanciper du design typique des BMW et adopter un style inspiré de l’aéronautique. Bien que sa vitesse de pointe conséquente pour l’époque de 175 km/h lui ait valu le surnom d’« express de l’homme d’affaires », la 404 ne sera vendue qu’à seulement 52 exemplaires de 1953 à 1955.
La Bristol 405 est quant à elle la déclinaison quatre portes de la 404. Très proche esthétiquement, la 405 se distingue tout de même de la 404 par un troisième phare placé au centre de la calandre. Malgré une finition de qualité, son prix exorbitant de 3 189 £ ne lui permet pas elle non plus de connaître le succès. 308 exemplaires dont 43 seront des 405 Drophead (ou 405D), une version cabriolet, seront néanmoins produits entre 1954 et 1958.

## Contexte et développement

### Diversification de Bristol Aeroplane Company
Fondée au début du XXe siècle, Bristol Aeroplane Company est une manufacture britannique de moteurs d’avion réputée et rendue célèbre par ses chasseurs-bombardiers pendant la Seconde Guerre mondiale. Au lendemain de la guerre, Bristol doit faire face à l’effondrement de ses commandes militaires, comme beaucoup de constructeurs ayant participé à l’effort de guerre. Dès 1945, ses dirigeants décident donc d’entamer une diversification de leurs activités dans l’automobile, à l’image des constructeurs Suédois Saab et Britannique Armstrong Siddeley.
Sous l’impulsion d’Archibald Frazer-Nash, un ingénieur automobile anglais et importateur de BMW au Royaume-Uni,, la division Bristol Cars est fondée en 1945 et construit ses premiers modèles sur la base de BWM, les tentatives des ingénieurs Bristol de développer une automobile à partir d’une feuille blanche n’ayant abouti à aucune solution viable. Bristol se contente alors de sélectionner les meilleures mécaniques BMW et d’y associer ses connaissances aéronautiques en termes de conception, de matériaux, de technologies et d’aérodynamique ; cette stratégie sera d’ailleurs longtemps une des caractéristiques propres aux Bristol qui en feront de remarquables automobiles,.

### Genèse des 404 et 405

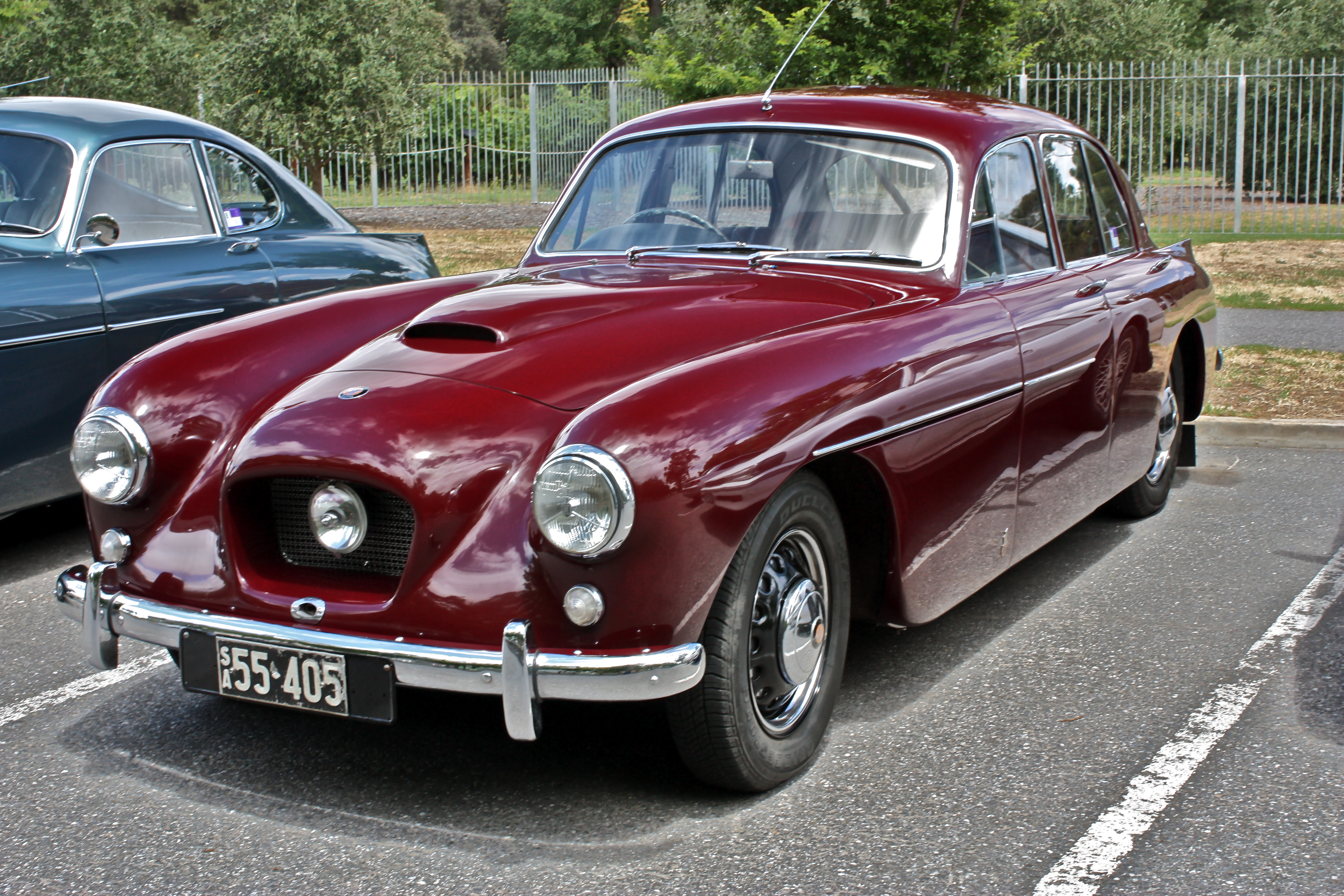
La 405 sera la seule berline quatre portes du constructeur Bristol.

Le British International Motor Show de Londres 1953 et le Salon de l’automobile de Paris d’octobre 1954 marquent respectivement la naissance de la Bristol 404, un coupé fastback ne disposant que de deux places, et de la Bristol 405, la déclinaison quatre portes-quatre places, de la 404.
Fort du succès acquis grâce à des automobiles plutôt luxueuses, Bristol désire désormais conquérir une clientèle davantage sportive ; la Bristol 404 est ainsi conçue sur l’empattement raccourci des Bristol 403, de façon à améliorer son comportement dynamique. Le design établit lui une véritable rupture avec les précédents modèles, même si le dessin des premières 404 s’apparente encore à celui des BMW ; la double calandre verticale, encore aujourd’hui caractéristique des BMW, est notamment abandonnée au profit d’une entrée d’air inspirée de l’aéronautique.
Destinée à remplacer la 403, la Bristol 405 est quant à elle la première et la seule berline à quatre portes de l’histoire de Bristol ; elle n’est en réalité qu’une 404 dont le châssis est allongé jusqu’à l’empattement standard de 2 896 mm, soit d’environ 460 mm. Si la production de la 405 débute en 1954, celle de sa déclinaison cabriolet, dénommée Drophead Coupé, ne débute qu’à partir de 1956 dans les ateliers du carrossier Abbott de Farnham.

## Technique

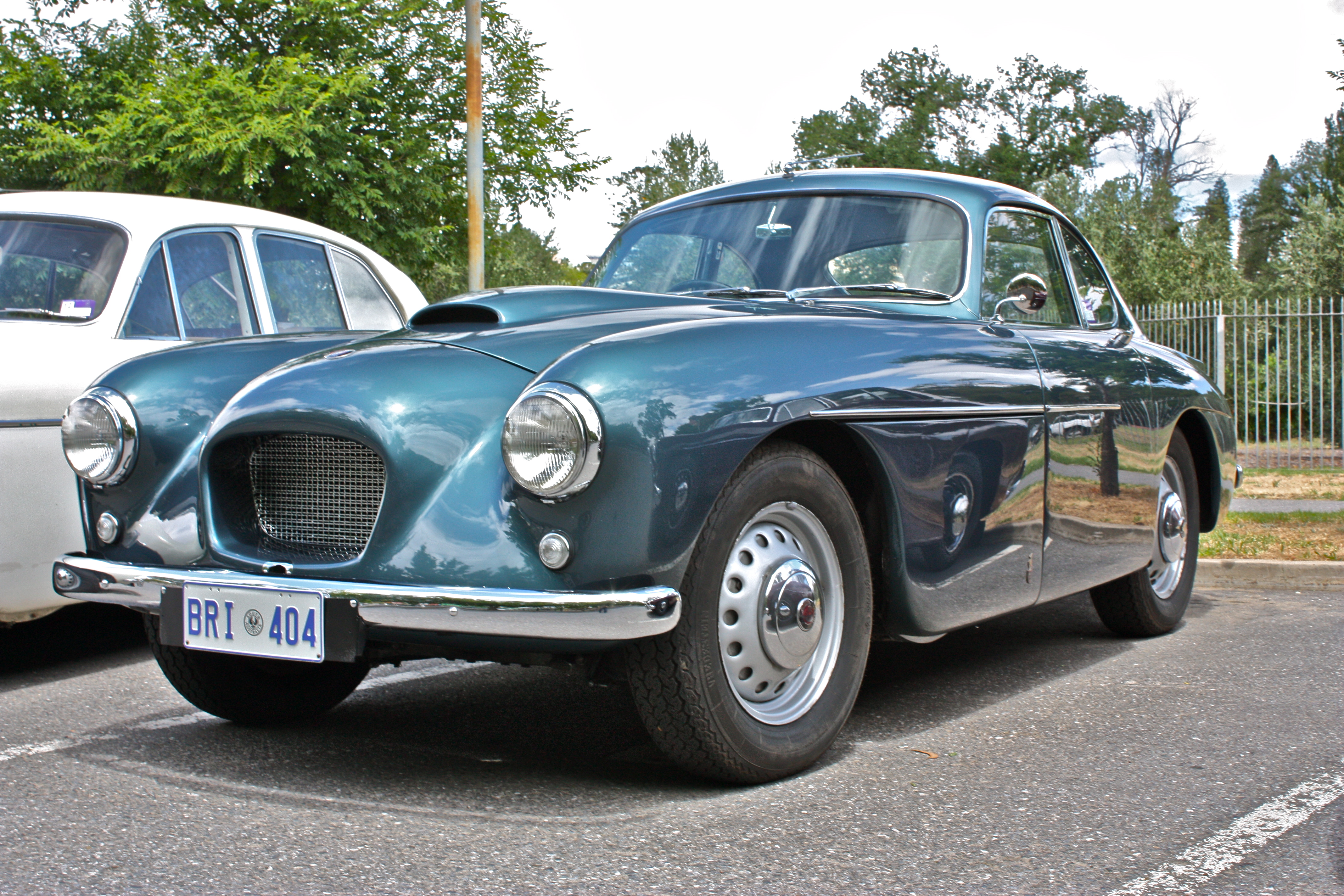
Une Bristol 404.

Hormis leur châssis dont les dimensions diffèrent, les Bristol 404 et 405 sont « animées » par la même mécanique. Le moteur 6 cylindres en ligne à soupapes en tête culbutées, d’une cylindrée de 1 971 cm3, est alimenté par trois carburateurs Solex ; il ne délivre cependant que 105 ch à 5 000 tr/min, une puissance trop faible pour satisfaire la clientèle sportive que Bristol désire conquérir. Associé à une boîte de vitesses Bristol à quatre rapports dont l’un est associé à un overdrive conçu par Laycock de Normanville, les 404 et 405 parviennent néanmoins à atteindre une vitesse maximale conséquente de 175 km/h, ; cette performance leur vaudront d’ailleurs le surnom d’« express de l’homme d’affaires ».
À l’image des trois précédentes générations de Bristol, les 404 et 405 se distinguent par leurs technologies directement issues de l’aéronautique. Leur carrosserie, qui intègre notamment deux petits ailerons verticaux à l’arrière, est étudiée en soufflerie pour en améliorer les performances aérodynamiques ; elle compense par sa finesse la relative faiblesse du moteur face à ceux de la concurrence. Réalisée en aluminium, elle repose sur un châssis à caissons constitué de tôles d’acier.
La 405 présente par ailleurs la particularité de dissimuler dans les ailes avant, derrière des trappes latérales amovibles, d’une part la roue de secours sur la gauche, et d’autre part la batterie sur la droite.

## Détails des dimensions
| Modèle | Longueur | Largeur  | Hauteur  | Empattement | Voie avant | Voie arrière |
| ------ | -------- | -------- | -------- | ----------- | ---------- | ------------ |
| 404    | 4 030 mm | 1 727 mm | 1 415 mm | 2 446 mm    | 1 372 mm   | 1 372 mm     |
| 405    | 4 710 mm | 1 727 mm | 1 461 mm | 2 896 mm    | 1 331 mm   | 1 372 mm     |

## Épilogue

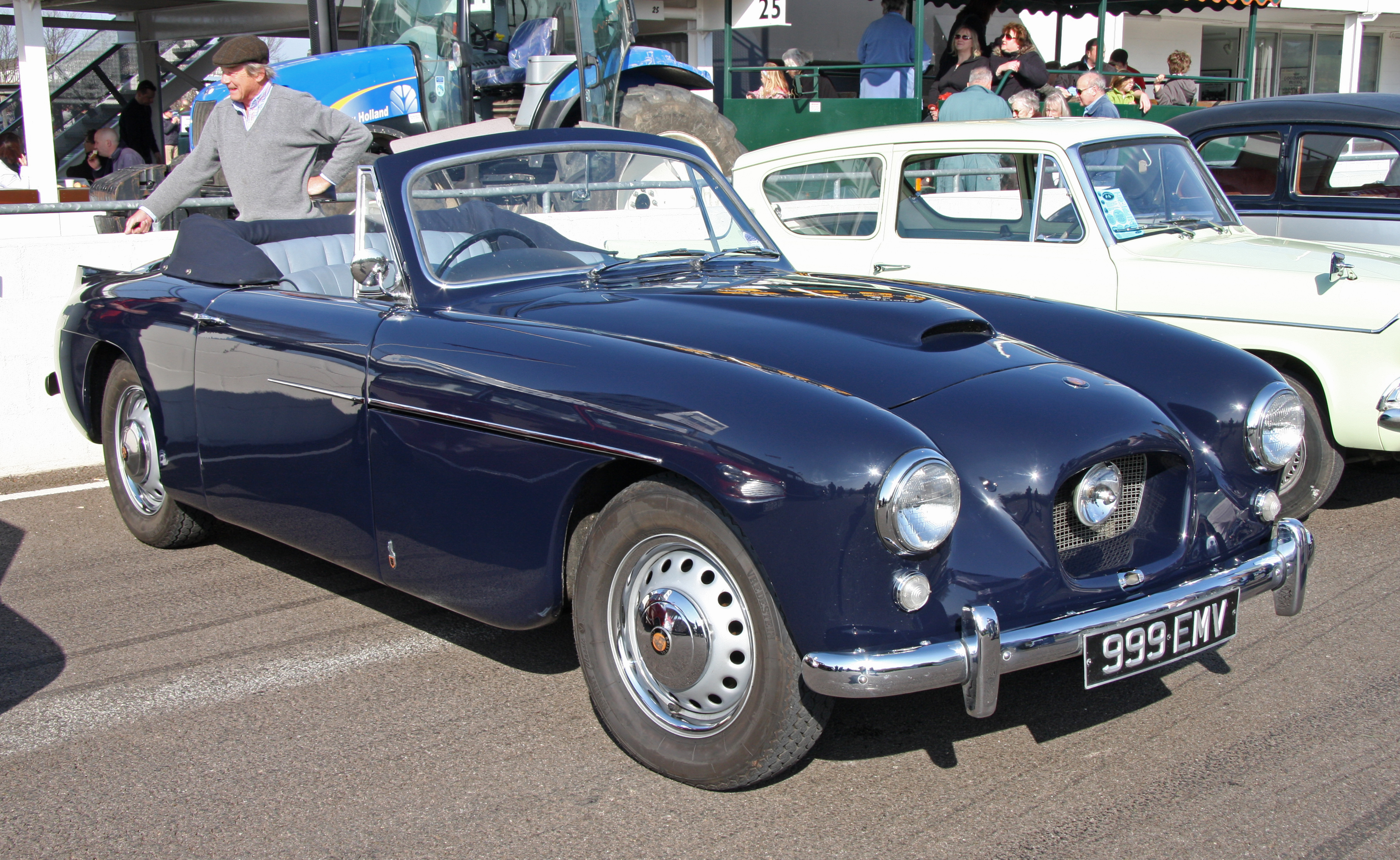
Une Bristol 405 Drophead Coupe.

Produite de 1953 à 1955, la Bristol 404 ne s’est vendue qu’à seulement 52 exemplaires ; elle a tout de même su séduire quelques acteurs vedettes de l’époque, tels que Jean Simmons et Stewart Granger. La Bristol 405 quant à elle, est produite de 1954 à 1958 à 265 exemplaires dans sa version quatre portes et à 43 exemplaires pour la déclinaison Drophead.